# Słaboludz-Kolonia
Słaboludz-Kolonia – kolonia w Polsce położona w województwie wielkopolskim, w powiecie konińskim, w gminie Kleczew. Miejscowość wchodziła w skład sołectwa Kalinowiec, została zlikwidowana w związku z budową odkrywki węgla brunatnego.
W latach 1975–1998 miejscowość administracyjnie należała do województwa konińskiego.